# ستارا کامیونکا (شهرستان اوگوستوف)
ستارا کامیونکا (به لهستانی:  Stara Kamionka) یک روستا در لهستان است که در گمینا بارگووف کوشچیلنه واقع شده‌است. ستارا کامیونکا ۲۸۰ نفر جمعیت دارد.